# Ibéria (banda)
Ibéria é uma banda de hard rock de portugal formada na Baixa da Banheira em 1987.

## Biografia

### O início
A história dos Ibéria começa na Baixa da Banheira em 1978, quando 3 miúdos de 10/11 anos começaram a tocar guitarra. João Alexandre Marques, João Sérgio Reis e Toninho, tinham como ambição formar uma banda. Em 1980 o panorama musical era dominado pelo aparecimento do Rock Português, enquanto lá fora decorria o período Pós-Punk e a New Wave da Pop Music. Mas as suas influências eram outras, Deep Purple, Led Zeppelin, AC/DC, Iron Maiden, Def Leppard  era a paixão pelo Heavy Metal recentemente renovada com o aparecimento da New Wave of British Heavy Metal. Essa paixão levou-os a arranjarem um baterista, Tony Duarte e um vocalista, Luís Filipe, formando dessa forma a sua primeira banda no início de 1984, os Asgarth.

### 1986–1988
Em 1986, a banda sofre alterações de fundo. Francisco Landum, Ex. TNT junta-se à banda e o nome é alterado para Ibéria, Tony Duarte sai para os Samurai entrando Tony Cê para o seu lugar.  A 31 de Janeiro de 1987 gravam a primeira demo com 3 temas: “Hollywood” , “Lady in Black” e “Warriors”.
Francisco Landum (ainda membro dos Samurai) desempenhava a figura de guitarrista, produtor e compositor, mas, oficialmente, não era músico da banda, sendo considerado músico de apoio. No entanto foi ele que promoveu a banda, procurando apoio das rádios locais e dos fã clubes de Heavy Metal. Nessa altura, o fã clube “Devastação Metálica” tornou-se o Fã Club Oficial dos Ibéria.
As três canções da Demo, começam a subir nos tops de alguns programas de Heavy Metal e de Música Moderna Portuguesa, tendo a realçar o programa Luso Clube da Rádio Comercial onde os Ibéria conseguiram o 2º lugar após 36 semanas de permanência no top com “Hollywood”.
Graças ao sucesso obtido em várias rádios nacionais, Pita, realizador do “Luso Clube” decide colocar os Ibéria no programa Clipomanias da RTP1.
Após vários concertos de sucesso, alguns em locais míticos como o Rock Rendez-Vouz, e várias noticias em jornais como Êxito e Se7e, surge o contrato discográfico com a Discossete.
Em finais de 1987 os mais importantes fanzines nacionais, O Lusomania,  Heavy Metal Zombies Paranoid, entre outros, já consideram os Ibéria como uma das melhores bandas de Heavy Metal nacional. Em 1988, o tema “Hollywood” chega a 5º lugar nas tabelas do programa Rock em Stock e a banda volta a aparecer na RTP no programa Sobe & Desce. Participam no espectáculo de apoio à  Associação Nacional de Deficientes, Helping Hands, com Xutos e Pontapés, UHF , Delfins, Peste & Sida, Radio Macau, Sétima Legião, V-12, Samurai, In Loco, Adelaide Ferreira entre outros,  actuando, dessa forma, pela primeira vez para 3000 pessoas, no Coliseu dos Recreios de Lisboa. É formado também nesse ano o Ibéria Fun Club.
Após o programa de Raul Durão RTP2 Ponto por Ponto, Toninho abandona os Ibéria. A sua saída obriga João Alexandre a acumular o posto de guitarrista ritmo com o de vocalista. Dão nessa altura uma entrevista no programa de Luís Arriaga na RR, O Passeio da Fortuna com cerca de 2 milhões de ouvintes. Participam no programa Clubissimo, a sua 4ª participação num programa de televisão.
Começam a trabalhar com a agência de Management Hipolab, preparando o concerto de apresentação do álbum, que será dado dia 3 de Dezembro de 1988 no Ginásio Atlético Clube da Baixa da Banheira, local dos seus primeiros concertos. O concerto foi considerado pelos jornais musicais de então como “…o que de melhor já se fez em Heavy Metal na Margem Sul do Tejo…”. Segue-se uma participação no programa Natal dos Hospitais,  no Hospital de Stª Maria, onde os Ibéria interpretam a balada “Lady in Black”. Ainda antes do ano de 1988 acabar, a banda grava “Warriors” e “Lady in Black” para o programa “A Nossa Turma”, no dia 30 de Dezembro.

### 1989–1993
No início de 1989 a banda é surpreendida com uma gravação no dia 20 de Janeiro onde se diz que a banda é a primeira banda Portuguesa a passar na BBC-Radio One , mais concretamente no Friday Rock Show, Tommy Vance passou a faixa No Pride, elogiou a banda dando assim a promoção mais alargada até então aos Ibéria (FRShow tinha uma audiência de 20 milhões de ouvintes em toda a Europa e parte dos USA), a confirmação surge no Sábado seguinte com António Sérgio do Lança Chamas a dar a noticia: Ibéria é a primeira banda portuguesa a passar na BBC… Por essas e por outras a banda vê-se capa do “Se7e” no dia 1 de Fevereiro, com um artigo de 5 paginas.
No dia 10 de Fevereiro, a banda dá um insólito concerto em Sesimbra inserido no final do campeonato de Kick-Boxing e começam a aparecer destaques nalgumas revistas e jornais tais como Correio da Manhã, Maria, Contigo, Nova Gente, Diário de Noticias, Europeu, etc., tendo recebido inclusive a distinção de Melhor Álbum de Estreia e um dos Melhores de 1988.
Gravam os seus primeiros vídeos musicais, das duas baladas do álbum “Lady in Black” e “Children of the World”, sendo os exteriores gravados em Almada, Lisboa e Costa da Caparica. No dia 17 de Março a editora recebe um Fax do Publisher dando a hipótese dos Ibéria gravarem 2 temas para a colectânea “Metal Rock From Europe Vol. III” editado por uma gravadora independente americana e a ser distribuído nos EUA e Canadá. Participam no programa Às 10, onde as atenções se viraram para Francisco Landum que, como músico convidado dos Da Vinci, obtém um grande protagonismo na sua Vitória do Festival da canção desse ano com o tema Conquistador, de sua autoria.
Os meses que se seguem, são preocupantes para os Ibéria, o que estava a começar a tomar forma após tanto trabalho, começa a cair muito rapidamente. Tony Cê decide abandonar a banda, Francisco Landum, decide ir-se embora para integrar os Da Vinci, Tony Duarte e Toninho, regressam à banda.
Na sequência de desentendimentos com o Manager, os Ibéria mudam de agência, passando a ser representados pela Uhsom, de Almada (de António Manuel Ribeiro, dos UHF).
Em 1990 lançam o seu segundo disco, voltando a ficar sem Toninho que passa para os UHF, ficando a banda mais uma vez numa situação bastante má. Com a sua saída sai também Tony Duarte e os dois restantes elementos tem de procurar novos músicos. Os seleccionados são  Vasco Vaz , Guitarrista e Marco, Baterista, ambos ex. Braindead.
Já com a nova formação a banda volta à televisão no programa Mapa Cor de Rock. No início de 1990 a banda grava o vídeo clip de “Mexico” com a produtora do “Pop Off” enquanto dão várias entrevistas a jornais, fanzines e rádios locais e nacionais. João Sérgio é convidado  para integrar os Da Vinci. Aceita o convite com a condição de continuar a acompanhar os Ibéria. Paralelamente também João Alexandre arranca com um projecto chamado Shangai Blue. Nesse ano, os Ibéria dão na União Banheirense o concerto dos 5 anos de aniversário, registo esse que ficou igualmente filmado em vídeo. Em Agosto a banda é uma das principais bandas do cartaz do festival “Sim á vida” que tem lugar no estádio do Barreirense , Barreiro, com Steve Harris dos Iron Maiden a fazer as honras da casa. Participam nesse concerto, entre outros, Tarântula, Procyon, UHF, O Motim, Adelaide Ferreira e os britânicos British Lion a encerrar. Entretanto dias depois a banda grava 3 clips e uma entrevista para o programa “Clip Club” e continuam as entrevistas de rádio, fanzines e jornais.
A escassez de concertos ao vivo e o facto do disco estar a vender menos que o anterior, leva a editora Discossete a não querer gravar o terceiro Lp de originais da banda, dando-se uma ruptura entre a mesma e os Ibéria, que ficam deste modo sem contrato discográfico. A editora lança ainda para o mercado uma colectânea “To Love” onde os Ibéria tem uma balada antiga “Lady in Black”, e outra com os vários grupos de Rock que a editora detinha sob a sua alçada onde são retratados os 3 temas que eram para sair no Maxi-Single em 88: “Hollywood – versão extensa”, “Feels Like Love” e o não editado “All Night Flying”.
Com a dificuldades dos seus elementos em manterem a banda a funcionar, com João Sérgio e Francisco Landum nos Da Vinci, João Alexandre nos Shangai Blue e Toninho nos UHF, decidem parar para reestruturar o projecto. Em finais de 1992 o projecto é retomado, com o fim das participações dos seus membros noutras bandas: João Sérgio sai dos Da Vinci e João Alexandre desfaz os Shangai Blue. Vasco Vaz é levado por Adolfo Luxuria Canibal para os Mão Morta e Marco ingressa nos Peste & Sida. João Sérgio traz consigo Quim Andrade dos Da Vinci (Quim tinha sido baterista nos STS Paranoid e dos Samurai antes de ingressar nos Da Vinci) , Toninho regressa dos UHF e João Alexandre arrasta consigo o vocalista dos extintos Shangai Blue, Miguel Ângelo. O grupo decide continuar com o nome de Ibéria e muda para uma sonoridade mais forte, mas cantada em Português.
A banda trabalha então em novos temas e do repertório anterior recuperam “México” que já estava gravado inicialmente em Português. Alguns temas já preparados para o terceiro álbum de originais foram recuperados e modificados. Assim surgem: “Água de Fonte Virgem”, “Extravagancia” , “Quando estou lá”, “Sem Daqui sair”, “Sou” e “Sismo”. São ainda gravados alguns destes temas em demo, nos estúdios da Radio Mundial, no Barreiro com Toninho como vocalista principal, antes da completa adaptação de Miguel Ângelo. Com a banda já completa, iniciam um circuito promocional de bares. Em finais de 1993, João Alexandre abandona a banda para ir para Inglaterra, tirar um curso de Engenheiro de Som. Quim Andrade sai também para integrar a Banda dos Gatos Negros de Vítor Gomes,  entrando o Guitarrista Vítor Brás ex. Shangai Blue e o Baterista Pedro Torrão ex. Desatino Total, para o seu lugar.

### 1994–1996
O ano de 1994 é passado a criar, ensaiar, aperfeiçoar os temas, a pesquisar novas sonoridades (são incluídos sons de guitarra portuguesa e de algum trabalho acústico). Enquanto esperam respostas das editoras, a banda não abdica de registar dois temas em estúdio.
Nos Estúdios da Genisom, em Vale de Milhaços, em Novembro de 1995, a banda grava os temas “Bicho Homem” e “Quero” conseguindo uma melhoria de som assinalável. Os dois temas começam a passar nas rádios locais e a banda dá inúmeras entrevistas aos fanzines e a alguns jornais.
Os Ibéria são convidados a fazerem um “Unplugged” em directo, na Radio Super FM, e a 9 de Março de 1996, a banda dá uma entrevista a que se segue um Medley Acústico composto por 3 temas: “Gosto de Ti”, “Laços” e “Revólver de Chocolate”. A aceitação e grande e é gravado um take para ser mostrado às editoras. A editora Genisom mostra-se interessada e é efectuado o contrato de gravação do 3º trabalho de originais, no entanto, Miguel Ângelo resolve sair do grupo e, após dois anos a tentarem levantar o projecto o desanimo é total. Ao fim de 10 anos de existência, os Ibéria dissolvem-se.

### Ressurgimento
Em 2007, João Sérgio em contacto com Francisco Landum, conversam sobre os Ibéria e chega-se à conclusão de que a editora Espacial com quem Landum trabalha regularmente, tinha comprado o catálogo da já extinta Discossete, onde os Ibéria estariam incluídos. À conversa com a Espacial pensa-se na reedição dos dois LP’s. Decide-se assim remasterizar os dois trabalhos a partir dos masters originais e prepara-se a edição de 2 [digipack] contendo os 2 primeiros trabalhos de longa duração da banda. Simultaneamente João Sérgio começa a reunir a banda para integrar uma nova formação dos Ibéria para o ressurgimento em 2009, 21 anos depois de ter sido lançado o primeiro single da banda. Devido ao afastamento de alguns elementos do meio musical (Tony Cê e Tony Duarte) e ao afastamento geográfico de outros (o caso de João Alexandre a viver há 15 anos em Londres), fala com Toninho e Jorge Sousa para as guitarras, os quais aceitam prontamente, Miguel Freitas na voz que também aceita o desafio e são feitas audições para bateristas desde o início de 2008. Após ouvir alguns músicos, a escolha recai sobre David Sequeira ex. Ferro & Fogo, que aceita enveredar na aventura de ressuscitar os Ibéria.
A Editora Espacial editou em Março de 2009 os 2 CDs dos Ibéria para o mercado discográfico e a banda renovada apresentou-se ao público num espectáculo ao vivo no In Live Café, no dia 6 de Junho de 2009. A banda anuncia assim o retorno em força, regressando aos espetáculos ao vivo e lançando os [digipacks] de "Iberia" e "Heroes of the Wasteland". Em dezembro de 2009 foram cabeças de cartaz no Festirock no Montijo.
Em 2010 começaram as gravações de “Revolution” com participação de Fernando Ribeiro e Ricardo Amorim, dos Moonspell, álbum que é lançado em 2011. Gravam o video clip "Angel" e já em em 2012 gravam o video clip do tema "Hollywood" com o convidado especial Ricardo Amorim dos Moonspell na guitarra. Nesse ano, Ibéria, Tarantula e Alkateya para dois concertos com o nome "Lusitania Old School" em Lisboa e no Porto, ambos esgotados. No final de 2012 os Iberia abrem para os WASP no Campo Pequeno e são cabeças de cartaz no "Tattoo Rock Fest", no Pavilhão Atlântico .
Em 2013 há nova mexida na composição do grupo, com as saídas de Miguel Freitas e David Sequeira. Entra para a voz o Hugo Soares (antes, dos "Ethereal" e "Artworx"), ficando o lugar de baterista vago. Ainda assim, gravam um single de apresentação "Living a Lie" que é apresentado já em 2014 com divulgação dum vídeo com letra. O baterista João Gonçalves colabora em 2014 mas é Ricardo Reis quem acaba por integrar o grupo. Repetem o sucesso do concerto "Lusitania Old School" em Lisboa e Porto.
Há mais mexidas na banda em 2015, com a saída do vocalista e membro fundador da banda Toninho, sendo substituído por Hugo "Pepe" Lopes (outro ex-elemento dos Artworx). E novamente em 2016, com a saída do Ricardo Reis da bateria e retorno de David Sequeira.
Após pré-produção ao longo de 2016, os Iberia iniciam as gravações do novo trabalho em dezembro nos Estúdios Wrecords de Wilson Silva (More Than A Thousand). Este trabalho é editado pela nacional Raising Legends Records e lançado em abril.
A partir de 2017 começam a trabalhar no EP acústico "Elipsis", tendo tocado alguns temas na cerimónia de atribuição, pela Junta de Freguesia da Baixa da Banheira, da Medalha de Mérito Artístico e Cultural por 30 anos de carreira.
Em 2017 lançam o álbum "Much Higher Than A Hope".

## Membros

### 1.ª formação
- João Alexandre – voz
- Francisco Landum – guitarras, teclas, voz adicional
- Toninho – guitarras
- João Sérgio – baixo, teclas, Voz adicional
- Tony Cê – bateria, percussão, voz adicional

### 2.ª formação
- João Alexandre – voz, guitarra ritmo
- Francisco Landum – guitarras, teclas, voz adicional
- João Sérgio – baixo, teclas, voz adicional
- Tony Cê – bateria, percussão, voz adicional

### 3.ª formação
- João Alexandre – voz, guitarra ritmo
- Toninho – guitarras, voz adicional
- João Sérgio – baixo, voz adicional
- Tony Duarte – bateria

### 4.ª Formação
- João Alexandre  – voz, guitarra ritmo
- Vasco Vaz – guitarras
- João Sérgio – baixo, voz adicional
- Marco – bateria

### 5.ª formação
- Miguel Ângelo – voz
- João Alexandre – guitarra ritmo, voz adicional
- Toninho – guitarras, voz adicional
- João Sérgio – baixo, voz adicional
- Quim Andrade – bateria

### 6.ª formação
- Miguel Ângelo – voz, guitarra acústica
- Toninho – guitarras, guitarra portuguesa, voz adicional
- Vítor Brás – guitarras, voz adicional
- João Sérgio – baixo, voz adicional
- Pedro Torrão – bateria

### 7.ª formação
- Miguel Freitas - voz
- Toninho - guitarras
- Jorge Sousa - guitarras
- João Sérgio - baixo
- David Sequeira - bateria

### 8.ª formação (actual)
- Hugo Soares - voz
- Hugo Lopes - guitarras
- Jorge Sousa - guitarras
- João Sérgio - baixo
- David Sequeira - bateria

## Discografia

### Álbuns
- 1988 - Ibéria (LP, Discossete) - reedição - Ibéria - Volume 1 (CD - Digipack, Espacial, 2009 [3])
- 1990 - Heroes Of The Wasteland (LP, Discossete) - reedição - Heroes Of The Wasteland - Volume 2 (CD - Digipack, Espacial, 2009 [4])
- 2011 - Revolution (CD, Espacial) [1]

### Compilações
- 1991 - To Love (Cassete, Discossete)
- 1993 - Estradas de Fogo (LP, Discossete)

### Singles
- 1988 - Hollywood/Feels Like Love (Single, Discossete)